# Rehjansaari
Rehjansaari är en ö i Finland. Den ligger i sjön Rehja och Nuasjärvi och i kommunen Kajana i den ekonomiska regionen  Kajana ekonomiska region  och landskapet Kajanaland, i den centrala delen av landet, 500 km norr om huvudstaden Helsingfors. Öns area är 29,5 hektar och dess största längd är 0,9 kilometer i öst-västlig riktning.